# Il religioso convegno
Il religioso convegno ist der Titel eines Apostolischen Schreibens von Papst Johannes XXIII., es wurde am 29. September 1961 veröffentlicht und ist auch unter der Überschrift „Marialis Rosarii“ bekannt. Der Papst befasste sich hierin mit dem Gebet des Rosenkranzes „für den Frieden unter den Menschen“.

## Würdigung
- Dieses Apostolische Schreiben würdigt die vorangegangenen Enzykliken zum Rosenkranz (Supremi apostolatus officio, Superiore anno, Octobri mense, Magnae Dei matris, Laetitiae sanctae, Iucunda semper expectatione, Fidentem piumque animum, Augustissimae virginis mariae, Diuturni temporis, Ingravescentibus malis und Grata recordatio) und bestätigt erneut, dass im Monat Oktober eine besondere Sorgfalt auf das Beten des Rosenkranzes gelegt werden soll. Wie seine Vorgänger, er erwähnt hier ausdrücklich Papst Leo XIII., so beschreibt auch er die glorreiche Verbindung des Rosenkranzes zur Gottesmutter Maria als die Vermittlerin zu Gott.

## Aktuelles Weltgeschehen
Die politischen Ereignisse des Jahres 1961 (Krisenherd in Laos, Kubanische Invasion in der Schweinebucht, Bau der Berliner Mauer und Terror in Algerien und Tunesien) veranlassten den Papst in diesem Schreiben den Frieden unter den Menschen zu erbitten.

## Die Bedeutung des Rosenkranzes
Johannes XXIII. hebt drei wichtige Merkmale des Rosenkranzes hervor, dieses seien: Die Wahrheit im Glauben, der Geist Christi und die Wohltätigkeit unter den Menschen. Das Rosenkranzgebet bezeichnet er als den Aufruf zum universalen Frieden, Gerechtigkeit und Brüderlichkeit seien die Eckpfeiler zum Frieden unter den Menschen.

## Friedensenzyklika und Apostolische Schreiben
In diesem Apostolischen Schreiben legt er das Fundament zu seiner späteren Friedensenzyklika „Pacem in terris“. Später erwähnte Papst Johannes Paul II. in seinem Apostolischen Schreiben „Rosarium Virginis Mariae“ (2002): „Insbesondere verdient sein Apostolisches Schreiben über den Rosenkranz  »Il religioso convegno« vom 29. September 1961 Beachtung“ (AAS 53 (1961), 641–647).